# Zechstein (Radebeul)
Das ehemalige Weingut Zechstein mit Weinbergs- und Waldbesitz liegt auf Zitzschewiger Flur in der sächsischen Stadt Radebeul, in der Barkengasse 17. Das heutige zweistöckige Herrenhaus entstand 1852 anstelle eines bereits 1706 erwähnten Vorgängergebäudes. Der oberhalb gelegene Weinberg Zechstein gehört zur Weinbau-Einzellage Radebeuler Johannisberg innerhalb der Großlage Radebeuler Lößnitz. Der Zechstein liegt im Denkmalschutzgebiet Historische Weinberglandschaft Radebeul, der Denkmalschutz bestand schon zu DDR-Zeiten.

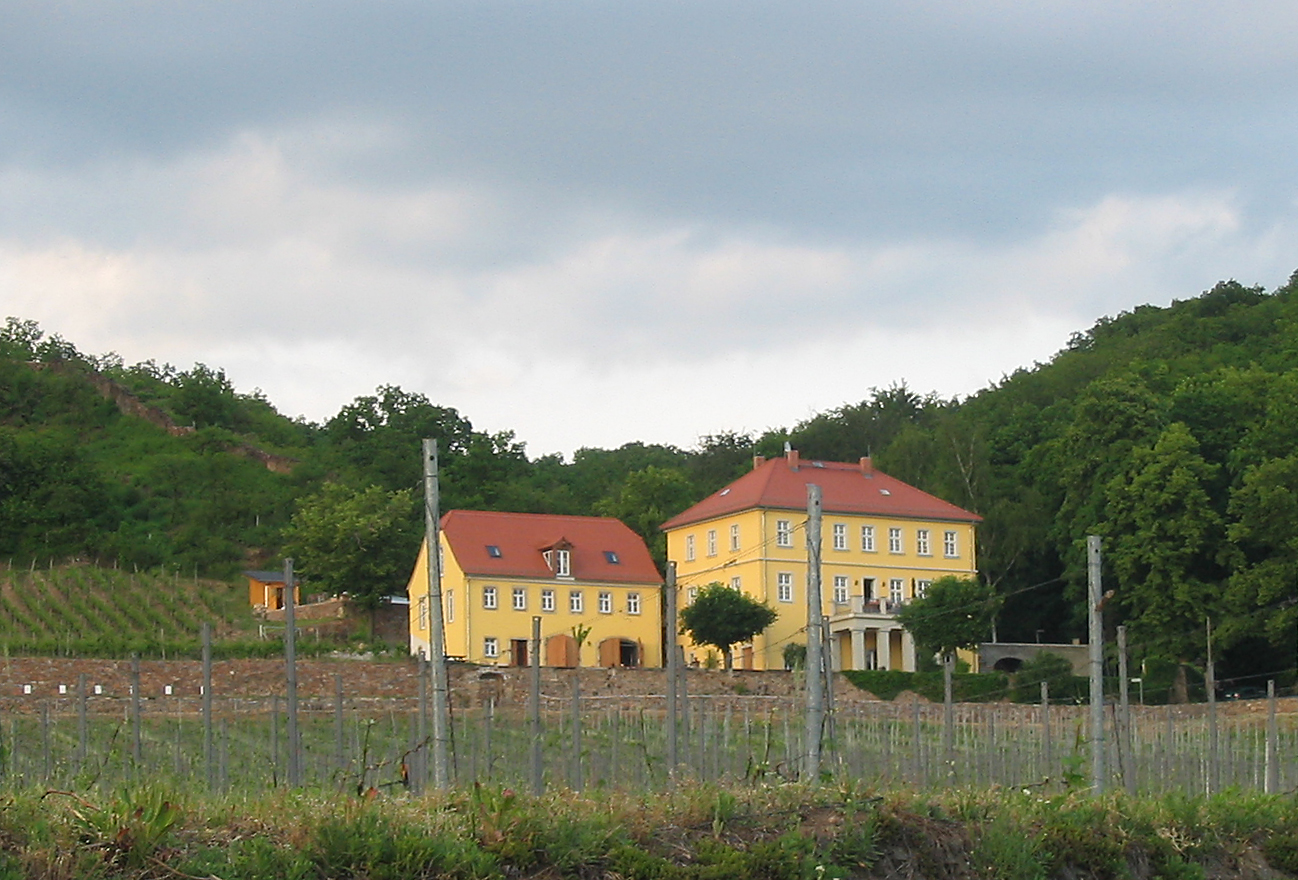
Zechstein: Herrenhaus mit Weinbergen, gleich rechts davon liegt das Hohenhaus. Links sind die ersten Schilder des Weinlehrpfads zu erkennen.

Oberhalb im Weinberg liegt die Erhebung Zechstein (210 m ü. NHN, Lage), bei der am Weg Am Zechstein die Zechstein-Aussicht liegt, ein traditioneller Aussichtspunkt über diesen Teil der Lößnitz. In der Nähe befindet sich das Flächennaturdenkmal Zechstein Radebeul (MEI 054).

## Beschreibung

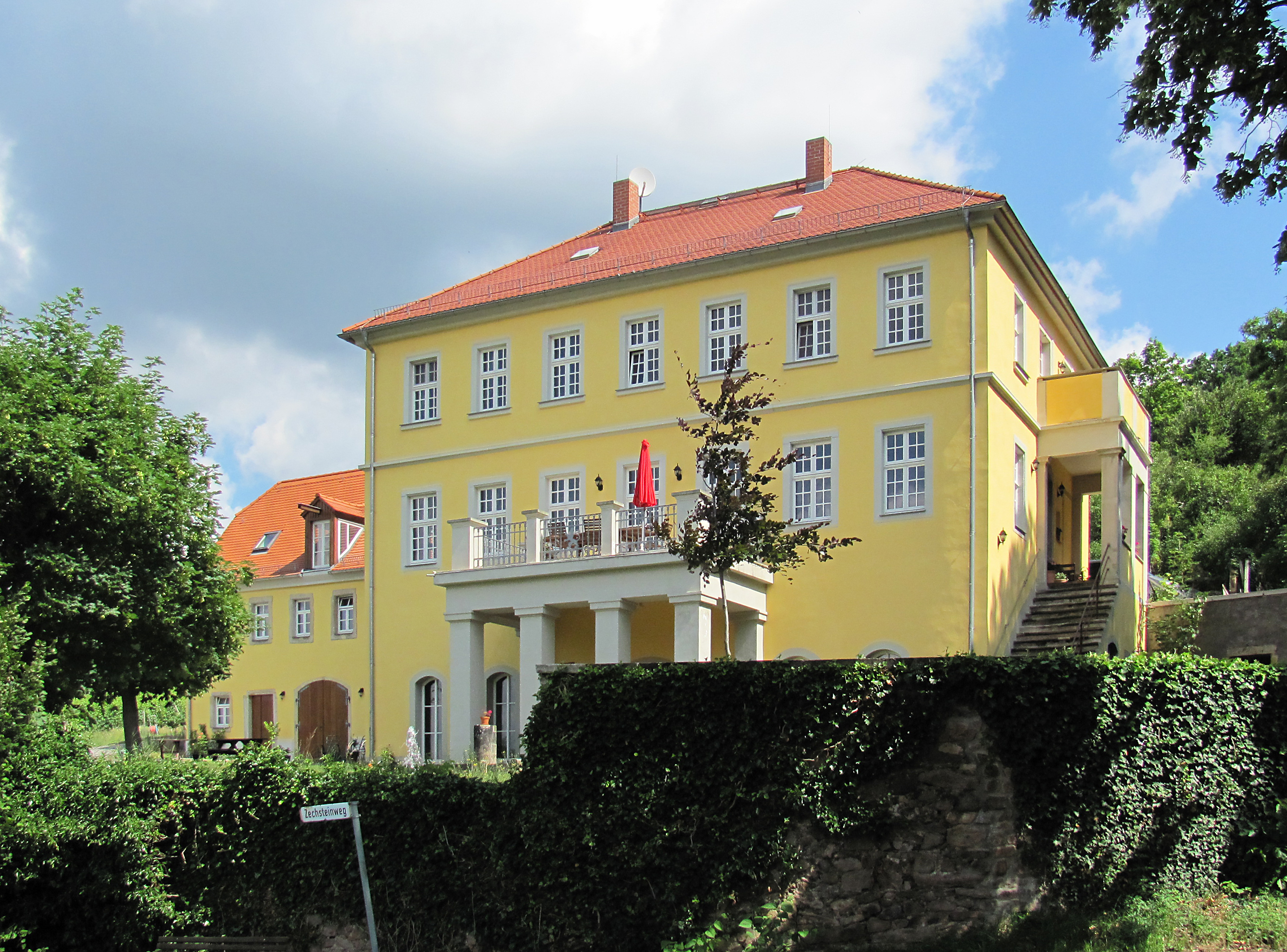
Zechstein: Herrenhaus

Das mit Flügelbau sowie Einfriedungsmauer und Toranlage denkmalgeschützte Herrenhaus des Weinguts Zechstein, dessen heutiger Name seit etwa der Mitte des 19. Jahrhunderts bezeugt ist, ist ein stattliches, dreigeschossiges Gebäude durch ein hohes Sockelgeschoss zur Talseite, auf der Bergseite jedoch ist es durch den Berganstieg nur zweigeschossig. Das Gebäude hat in der Talansicht eine Breite von sieben Fensterachsen und ist drei Achsen tief. Das Dach ist ein flachgeneigtes, ziegelgedecktes Walmdach ohne Dachausbauten. Das Gebäude ist schlicht verputzt, die Geschosse werden durch ein dazwischenliegendes Gesims gegliedert. In der Talansicht befindet sich darüber hinaus ein breiter Söller auf Pfeilern.
Der denkmalgeschützte Flügelbau ist zweigeschossig mit Krüppelwalmdach mit einer Ziegeldeckung. Das ehemalige Kutscherhaus ist wie das Haupthaus restauriert, der rechte Flügelbau war dagegen im Jahr 2013 noch bis zum untersten Stockwerk abgetragen.
Das Anwesen liegt direkt auf der anderen Straßenseite vom Hohenhaus.

## Geschichte

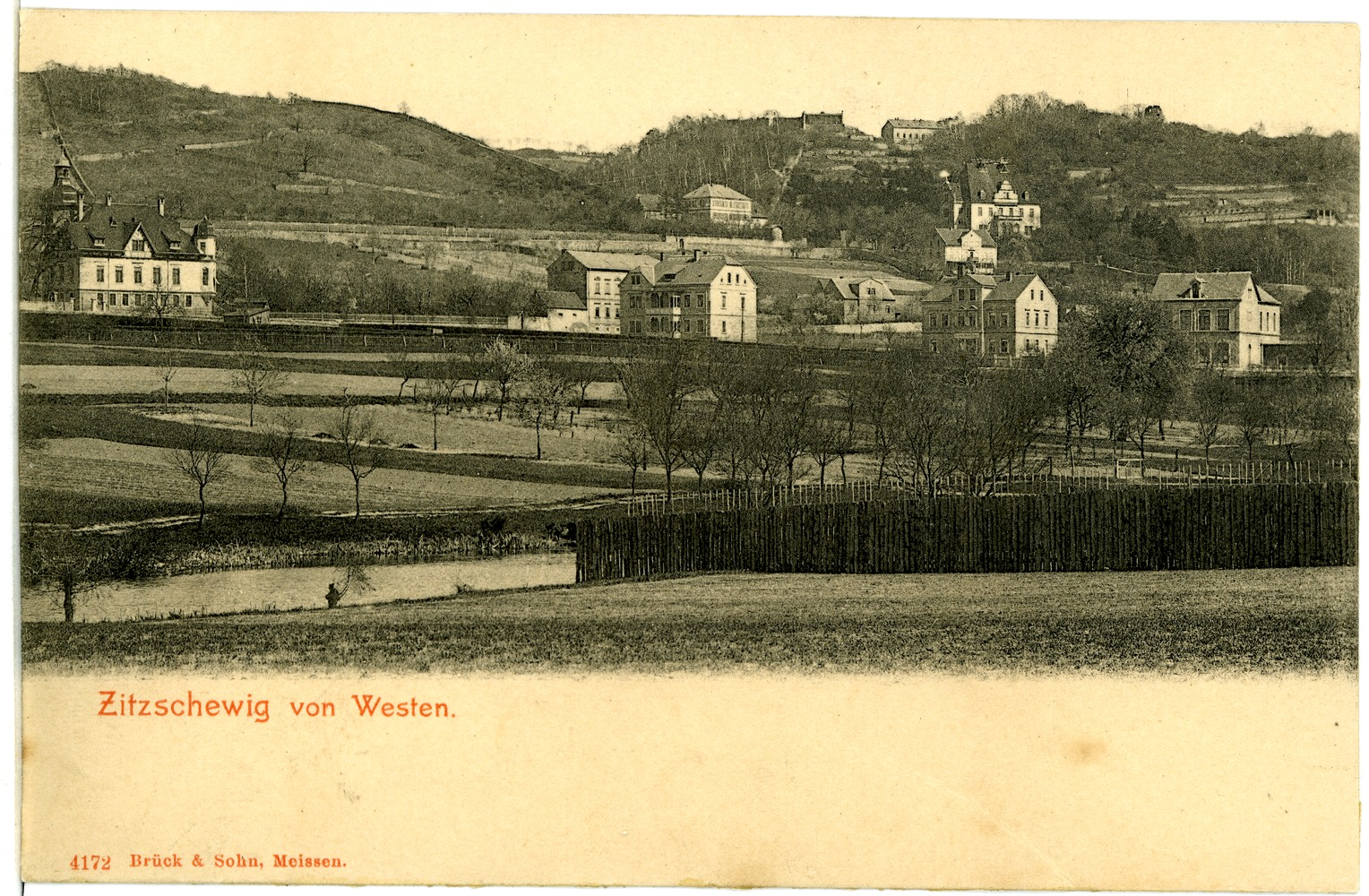
Zitzschewig (1903): Weingut Zechstein in der Bildmitte oben, rechts daneben das Hohenhaus. Halb links steht die Villa Dankbarkeit, ganz links die Krapenburg.

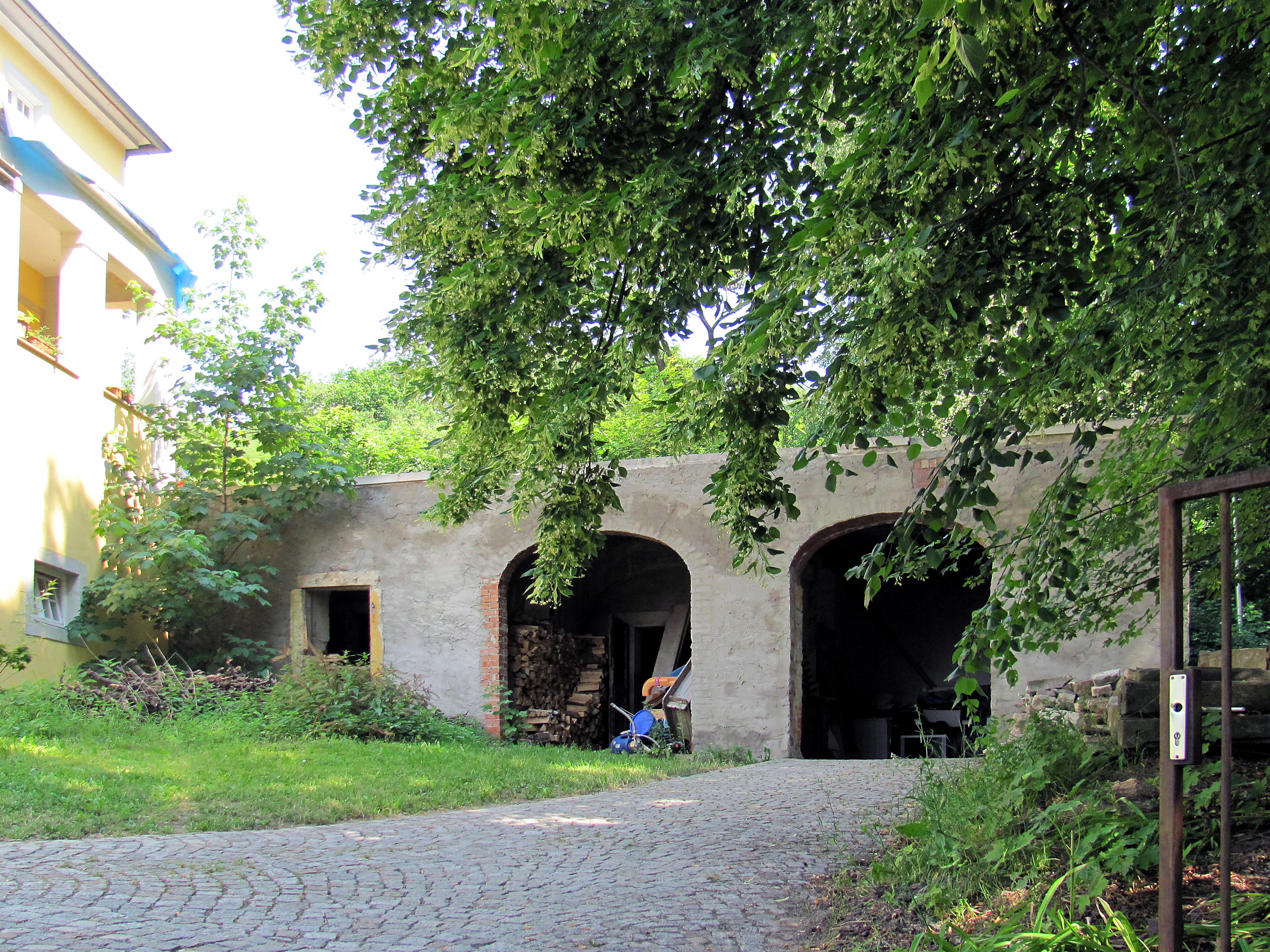
Rechter Gebäudeflügel (2013)

Das Weingut existierte bereits im 17. Jahrhundert. Im Jahr 1699 beginnt die urkundlich bezeugte Besitzerfolge mit dem kursächsischen Steuersekretär Johann Michael Findekeller, der zu jener Zeit auch im Besitz der Bischofspresse war. 1706 wurde ein Weinbergsgebäude an der Stelle des heutigen Herrenhauses beschrieben. Ab 1795 war es im Besitz des Reichsgrafen Friedrich Magnus I. zu Solms-Wildenfels (1743–1801), Herr über die reichsunmittelbare Herrschaft Wildenfels im westlichen Erzgebirge. Die heutigen Nebengebäude stammen etwa von 1800. Die Witwe des 1801 verstorbenen Reichsgrafen behielt den Besitz bis 1825. Seine letzten Lebensjahre soll der 1850 gestorbene Raugraf August Josef Ludwig von Wackerbarth auf dem Weingut Zechstein verbracht haben.
Hofmann berichtete noch 1853 im Meißner Niederland, dass der oberhalb gelegene Weinberg Zechstein einem Kaufmann Schmidt gehöre, vorher jedoch dem Bürstenbindermeister und „weitberühmten Magnetiseur Meißner aus Meißen“ sowie noch früher einem Hauptmann von Wiluki gehört habe. Das „lange kasernenartige Wohngebäude“ auf dem vormaligen Auenmüller’schen Berg gehöre einem Herrn Baum aus Naundorf, der den „wahrhaft graziöse[n] Bau“ wegen Baufälligkeit nach und nach abtrage.
Donath dagegen schreibt, dass bereits 1852 das heutige Herrenhaus durch Heinrich Friedrich Laßius (Ferdinand Lasius) umgebaut wurde, der das heutige Fassadenbild herstellen ließ. 1892 musste der Weinbau wegen der Reblauskatastrophe eingestellt werden. 1910 erfolgten weitere Anbauten. 1918 ging der Besitz an Ernst Böhm über, der auf dem etwa 6 Hektar großen Anwesen Landwirtschaft betrieb.
Im Jahr 1946 rebte das Landesweingut Paulsberg die brachliegenden Rebflächen wieder auf. Nachdem 1970 die VEG Weinbau Radebeul die Bewirtschaftung aufgegeben hatte, übernahmen nebenberufliche Winzer den Weinbau. 1973 übersiedelte die betagte Eigentümerin Charlotte Böhm nach Westdeutschland, während die Gebäude immer mehr verfielen. Diese wurden durch die Gebäudewirtschaft Radebeul verwaltet und aufgrund des schlechten Bauzustandes bis 1988 leergezogen. Danach wurden die Fenster vermauert und das Dach blieb undicht. 1979 verstarb die Besitzerin und hinterließ das Anwesen ihren Erben in Westdeutschland.
Seit 2003 ist das Anwesen wieder in privater Hand und wurde seitdem von seinem Besitzer saniert, einem Angehörigen der Familie Hessen-Philippsthal-Barchfeld, der aus beruflichen Gründen nach Radebeul kam. Es ist unter anderem Sitz der Prinz von Hessen GmbH.

## Zechsteinweg: Lehrpfad des sächsischen Weinbaus

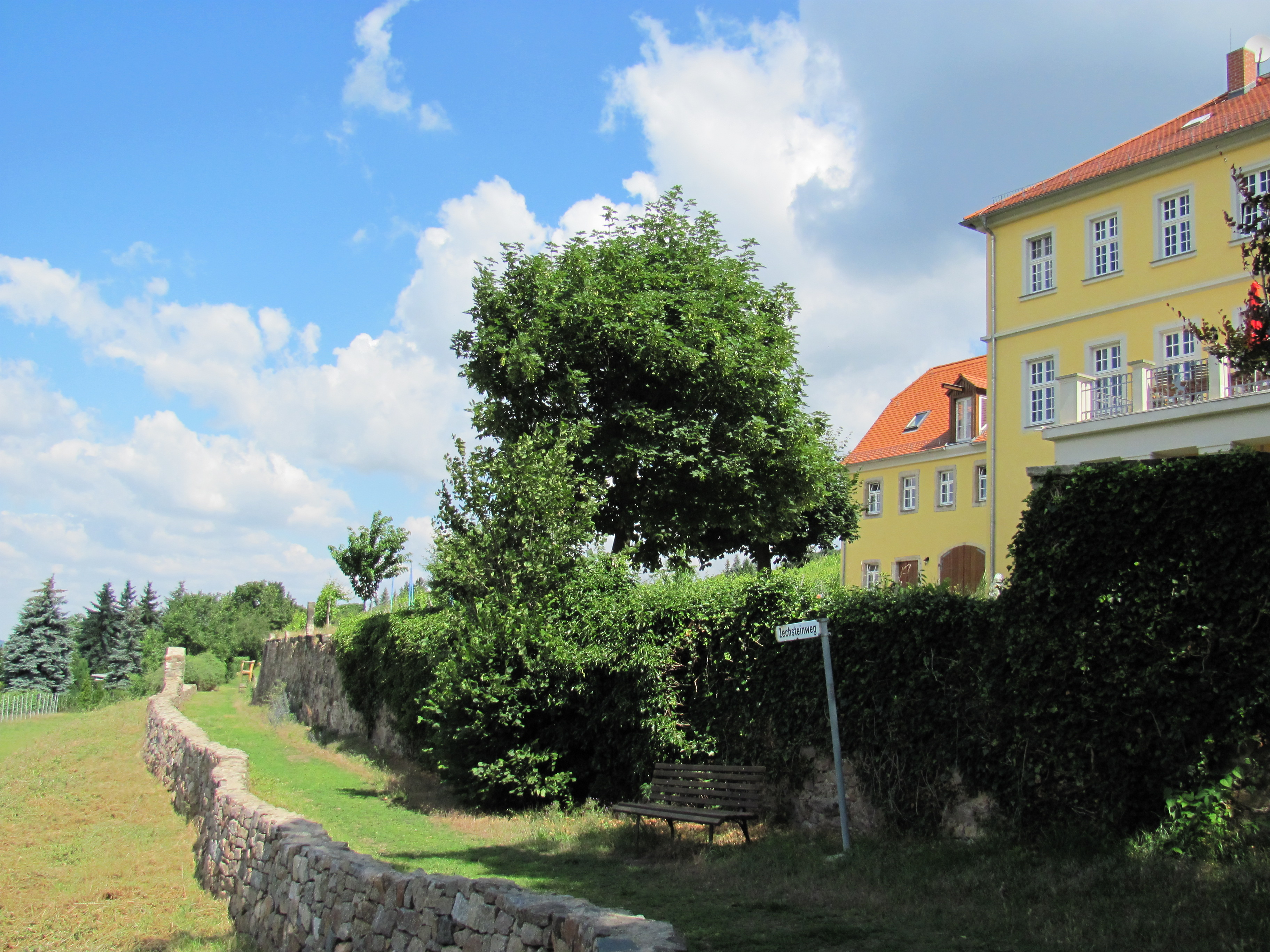
Zechsteinweg (Weinlehrpfad) nach Westen, unterhalb des Herrenhauses Zechstein

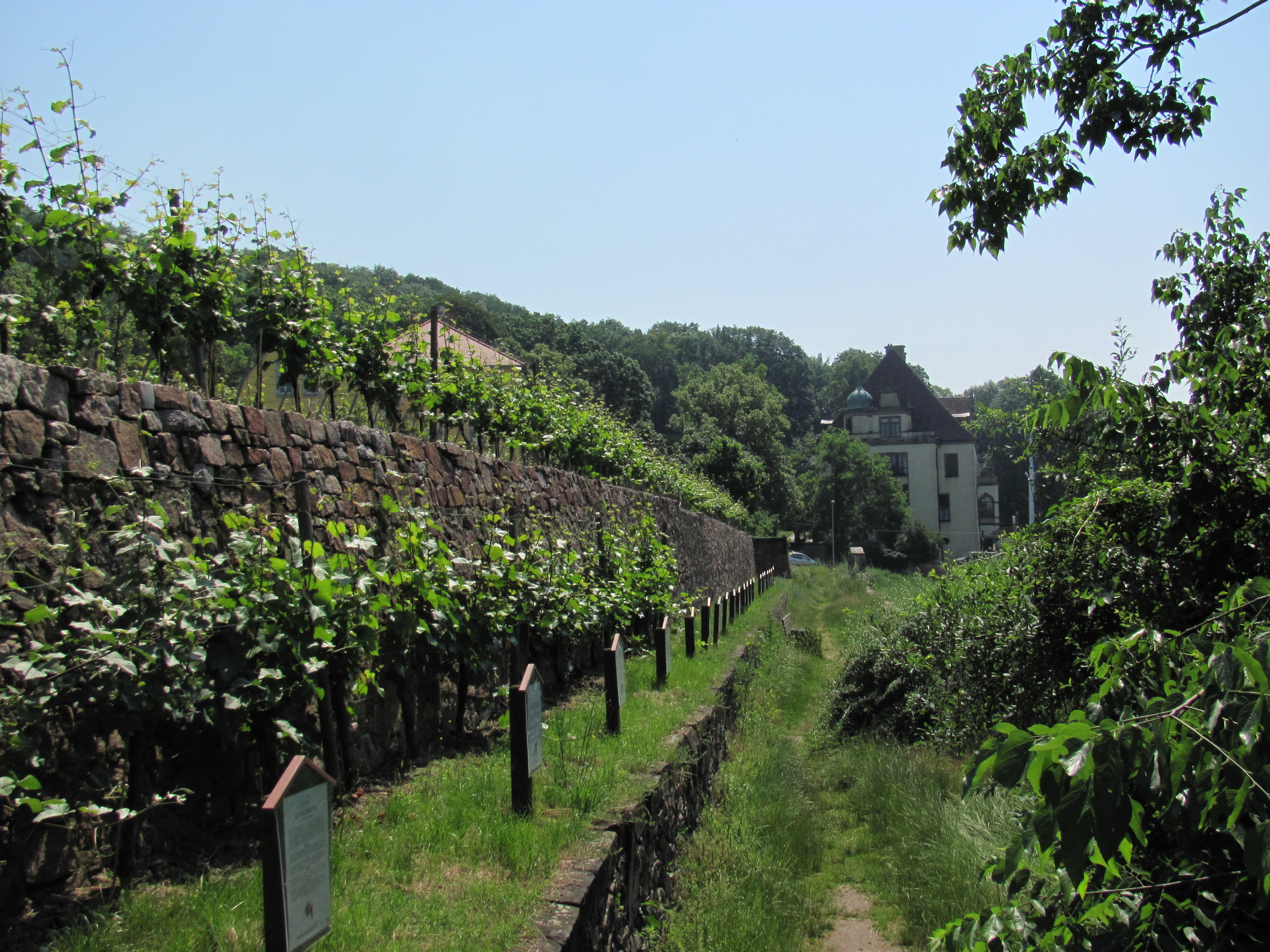
Zechsteinweg (Weinlehrpfad) nach Osten, Blick auf Hohenhaus

Der unterhalb des Zechsteins (210 m ü. NHN) entlangführende Zechsteinweg ist eine alte Berggasse, die früher unter anderem den Namen Obere Berggasse trug. Die Gasse beginnt an der Barkengasse unterhalb des Herrenhauses Zechstein und damit auf Höhe des Hohenhauses. Sie verläuft auf etwa 150 m Höhe quer zum abfallenden Weinberg nach etwa Nordwesten und mündet nach 370 Metern Luftlinie in den Langenbergweg. 1924 erhielt sie den amtlichen Namen Zechsteinweg.
Der Zechsteinweg ist der Lehrpfad des sächsischen Weinbaus, kurz Weinlehrpfad. Entlang des Weges werden alle im oberen Elbtal angebauten Rebsorten mit kurz gefasster Charakteristik und ihren Anbauansprüchen dargestellt. Am 15. Juni 2008 fand dort die 1. Internationale Weltmeisterschaft im Weinkorkenweitwurf statt, die unter anderem vom Winzer des Weinguts im Meinholdschen Turmhaus veranstaltet wurde, der den Weinberg gepachtet hat.